# مملكة سوكوتاي
| \| 1238-1583 \|     |                                                |
| خريطة مملكة إيطاليا |                                                |
| العاصمة             | سوكوتاي (1238 - 1419) فيتسانولوك (1419 - 1583) |
| الدين               | ثيرافادا/بوذية                                 |
| اللغة               | لغة تايلاندية                                  |
| التأسيس             | 1238                                           |
| 1238-1583           |                                                |

مملكة سوكوتاي (بالتايلاندية : ราช อาณาจักร สุโขทัย) هي مملكة قديمة قامت في محيط مدينة سوكوتاي، في شمال وسط تايلاند. قامت المملكة في الفترة من 1238 وحتى 1438. العاصمة القديمة والتي تقع الآن على بعد 12 كيلومتر خارج سوكوتاي الجديدة في تامبون، موينج كاو، في حالة دمار واعتبرت أحد مواقع التراث العالمي لليونسكو كحديقة تاريخية.

## قائمة ملوك مملكة سوكوتاي
| الاسم                   | الولادبة        | بداية الحكم  | انتهاء الحكم  | الوفاة        | العلاقة معا من سبقة     |
| ----------------------- | --------------- | ------------ | ------------- | ------------- | ----------------------- |
| إيندراديتيا سري         | ?               | 1239         | 1279 (30 سنة) | 1279 (30 سنة) | المؤسس                  |
| بو خون بان موانج        | ?               | 1279 (1 سنة) | 1279 (1 سنة)  | 1279 (1 سنة)  | ابن إيندراديتيا سري     |
| بو خون رام كامهاينغ     | حوالي 1237-1247 | 1279         | 1298 (19 سنة) | 1298 (19 سنة) | ابن إيندراديتيا سري     |
| بهاي ليرثاي             | ?               | 1298         | 1323 (25 سنة) | 1323 (25 سنة) | ابن إيندراديتيا سري     |
| بهاي نجوانامثوم         | ?               | 1323         | 1347 (24 سنة) | 1347 (24 سنة) | ابن بو خون رام كامهاينغ |
| ماها ثاماراتشا أنا      | ?               | 1347         | 1368 (21 سنة) | 1368 (21 سنة) | ابن بو خون بان موانج    |
| تحت سيطرة مملكة أيوتايا |                 |              |               |               |                         |
| بهاي لوتي               | ?               | 1368         | 1399 (31 سنة) | 1399 (31 سنة) | ابن ماها ثاماراتشا أنا  |
| بهاي سيليوثاي           | ?               | 1400         | 1419 (19 سنة) | 1419 (19 سنة) | ابن بهاي لوتي           |
| بهاي بورومابان          | ?               | 1419         | 1438 (19 سنة) | 1438 (19 سنة) | ابن بهاي سيليوثاي       |